# Hang động Ajanta
Hệ thống hang động Ajanta là một quần thể các hang động cắt đá Phật giáo có lịch sử từ thế kỷ thứ 2 trước Công nguyên đến năm 480 sau Công nguyên nằm ở huyện Aurangabad, tiểu bang Maharashtra, Ấn Độ. Quần thể các hang động này bao gồm các bức tranh tường và những tác phẩm điêu khắc đá được mô tả là một trong những ví dụ tốt nhất còn sót lại của nghệ thuật Ấn Độ cổ đại, các bức tranh đặc biệt thể hiện cảm xúc thông qua cử chỉ, tư thế và hình thức.
Theo UNESCO, đây là những kiệt tác của Nghệ thuật kiến trúc Phật giáo có ảnh hưởng đến nghệ thuật Ấn Độ sau này. Các hang động được xây dựng thành hai giai đoạn, giai đoạn đầu được xây dựng từ thế kỷ thứ 2 TCN và giai đoạn thứ hai bắt đầu từ năm 400–650 sau Công nguyên theo các tài liệu cũ hoặc từ năm 460–480 theo các tài liệu rộng rãi sau này. Đây là di tích được bảo vệ bởi Cục Khảo sát Khảo cổ Ấn Độ và kể từ năm 1983, quần thể này đã được UNESCO công nhận là Di sản thế giới.
Hang động Ajanta tạo thành quần các tu viện và phòng thờ cổ truyền thống Phật giáo trên một bức tường đá dài 75 mét (246 ft). Các hang động chứa đựng những bức tranh tường mô tả kiếp trước và sự tái sinh của Đức Phật, những câu chuyện bằng hình ảnh Jatakamala của Aryasura và các tác phẩm điêu khắc bằng đá về các vị thần Phật giáo. Hồ sơ văn bản cho thấy những hang động này đóng vai trò là nơi ở ẩn dật cho các nhà sư, cùng các thương nhân và khách hành hương Ấn Độ cổ đại. Với màu sắc sống động của những bức tranh tường vẽ rất nhiều trong lịch sử Ấn Độ, bằng chứng là các ghi chép lịch sử, các hang 16, 17, 1 và 2 của Ajanta tạo thành tập hợp bức tranh tường Ấn Độ cổ lớn nhất còn sót lại.

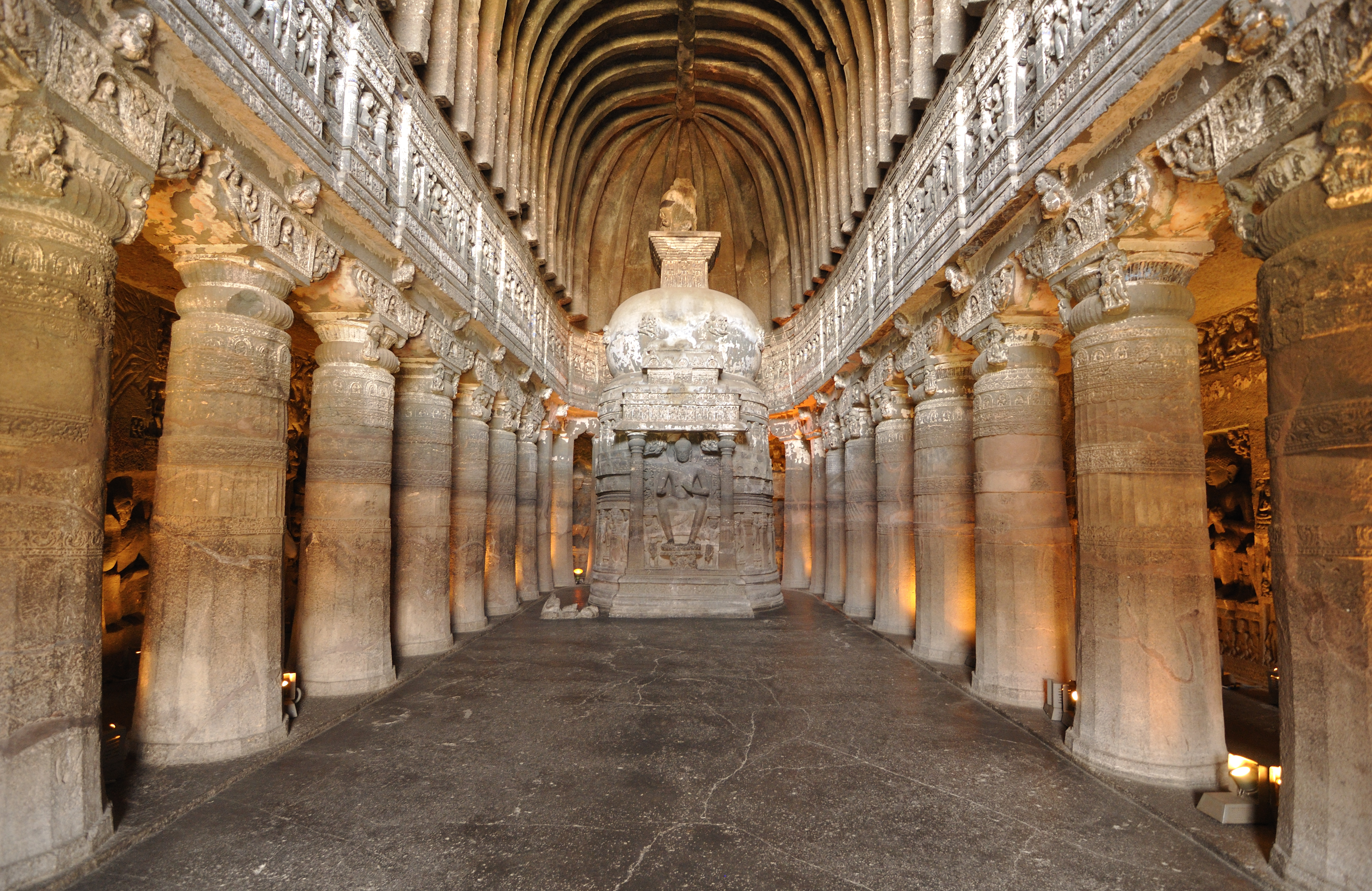
Trong động số 26

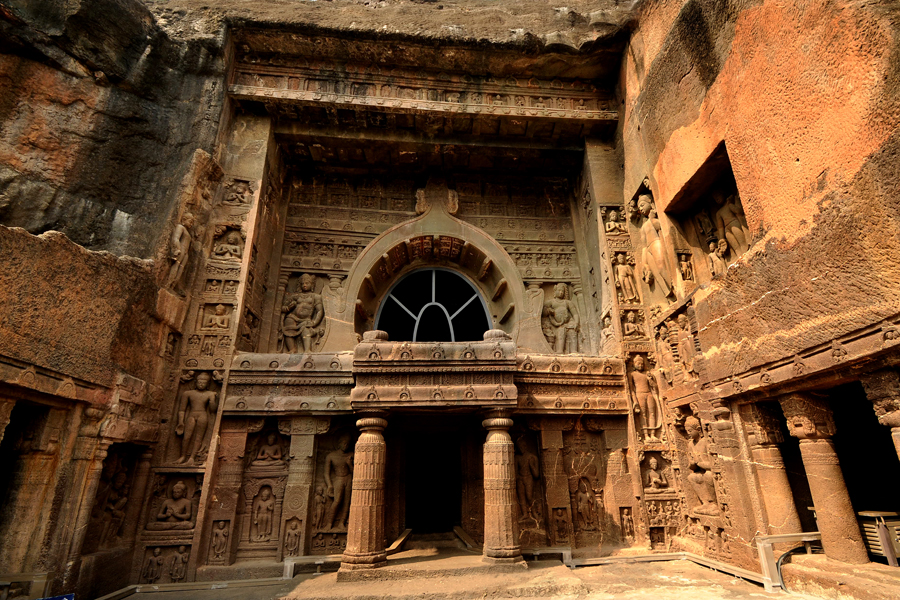
Hang 19, Ajanta, một sảnh chaitya thế kỷ 5

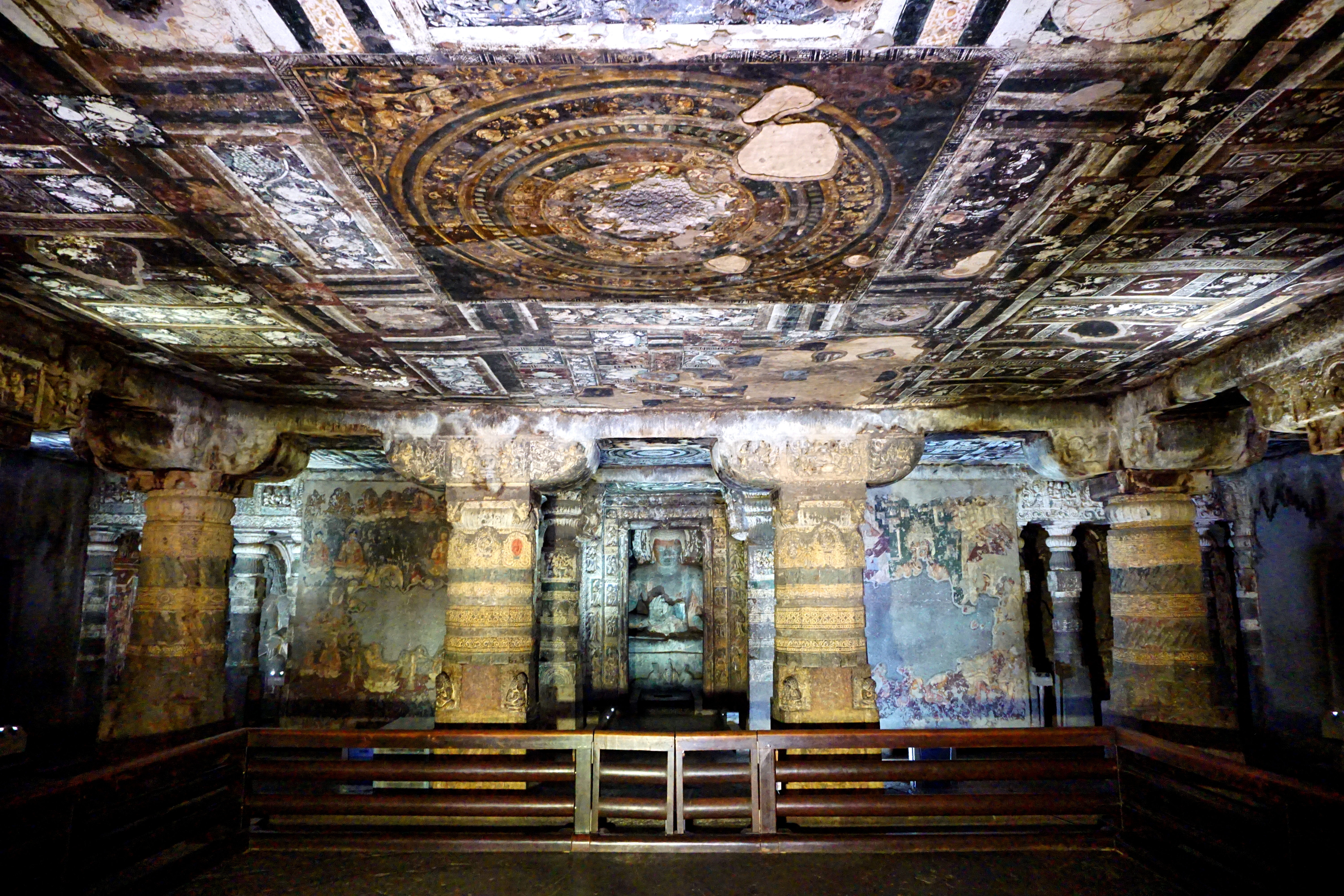
Trong Hang số 2

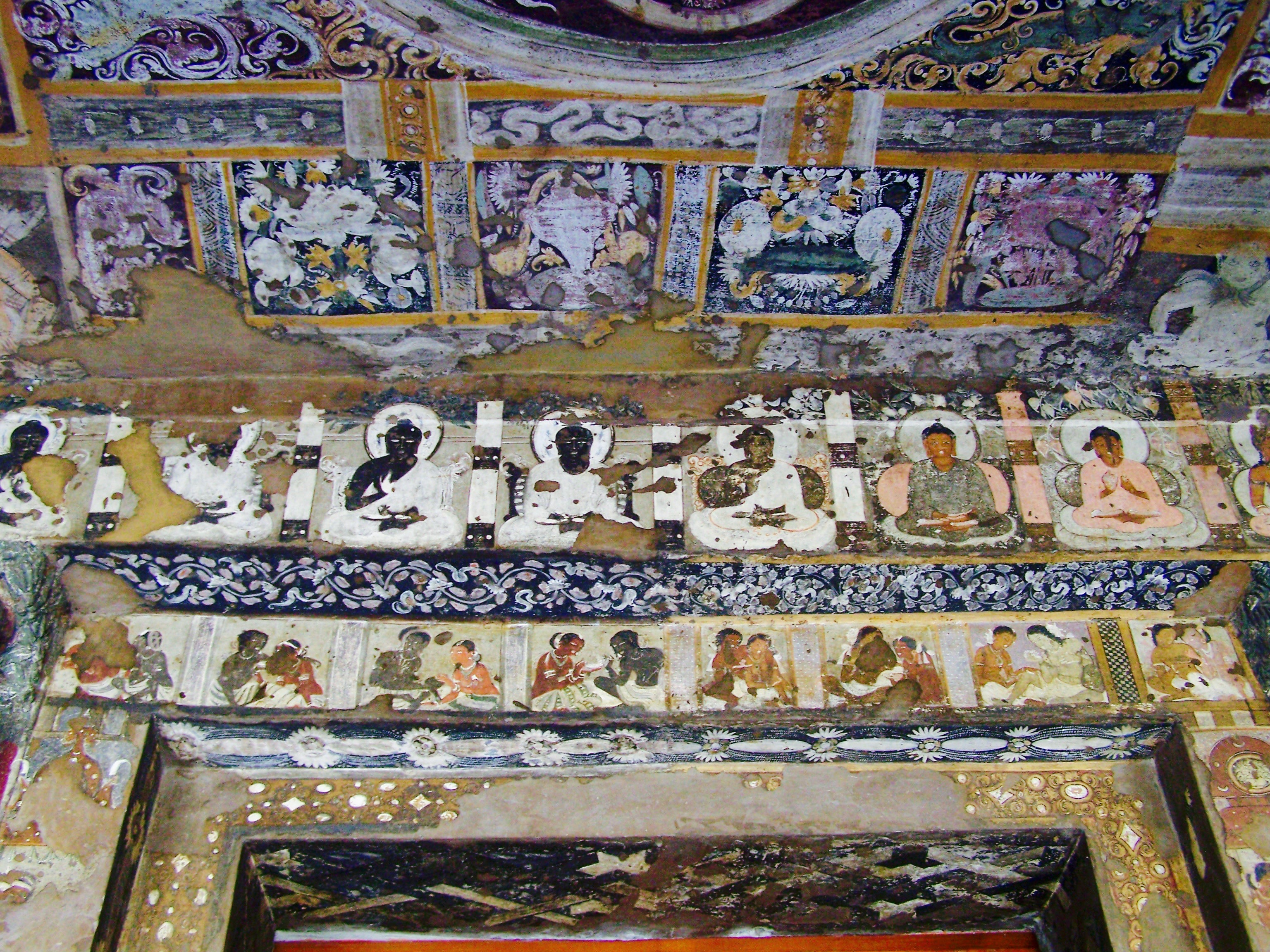
Trong hang 17

Hang động Ajanta được nhắc đến trong cuốn hồi ký của một số du khách Phật giáo Trung Quốc đến Ấn Độ thời Trung Cổ và bởi một vị quan Đế quốc Mogul trong thời đại Akbar đầu thế kỷ 17. Chúng bị bao phủ bởi những cánh rừng rậm cho đến khi vô tình "phát hiện" và gây chú ý cho phương Tây vào năm 1819 bởi một sĩ quan thực dân Anh là Đại úy John Smith trong một chuyến săn bắn hổ. Các hang động nằm trong bức tường đá phía bắc của hẻm núi hình chữ U được hình thành bởi sông Waghur trên cao nguyên Deccan. Trong hẻm núi là một số thác nước, có thể nghe thấy từ bên ngoài các hang động khi dòng sông lên cao.
Cùng với Các hang động Ellora, Ajanta là một trong những điểm du lịch lớn thu hút khách của bang Maharashtra. Đó là một di tích nằm cách 6 kilômét (3,7 dặm) từ Fardapur, 59 kilômét (37 dặm) từ thành phố Jalgaon, 104 kilômét (65 dặm) từ Aurangabad và 350 kilômét (220 dặm) về phía đông-đông bắc Mumbai. Ajanta nằm cách quần thể hang động Ellora khoảng 100 kilômét (62 dặm). Tại Ellora cũng chứa đựng các hang động Ấn Độ giáo, Kỳ Na giáo và Phật giáo. Phong cách kiến trúc Ajanta cũng được thấy trong các hang động Ellora, Elephanta, Aurangabad, Shivleni và nhiều đền hang khác ở Karnataka.

## Lịch sử
Các hang động Ajanta thường chấp nhận là đã được thực hiện trong hai thời kỳ khác nhau, lần đầu tiên trong thế kỷ thứ 2 trước Công nguyên cho đến thế kỷ thứ nhất sau Công nguyên, và lần thứ hai là sau đó vài thế kỷ sau đó.
Ajanta bao gồm 36 nền móng có thể xác định được, một số chúng được phát hiện sau khi quá trình đánh số thứ tự hang động từ 1 đến 29. Các hang động được phát hiện sau đó được gắn thêm các chữ cái, chẳng hạn như 15A, được xác định giữa hai hang ban đầu là 15 và 16. Việc đánh số hang là một quy ước thuận tiện và không phản ánh thứ tự thời gian xây dựng.

## Mô tả

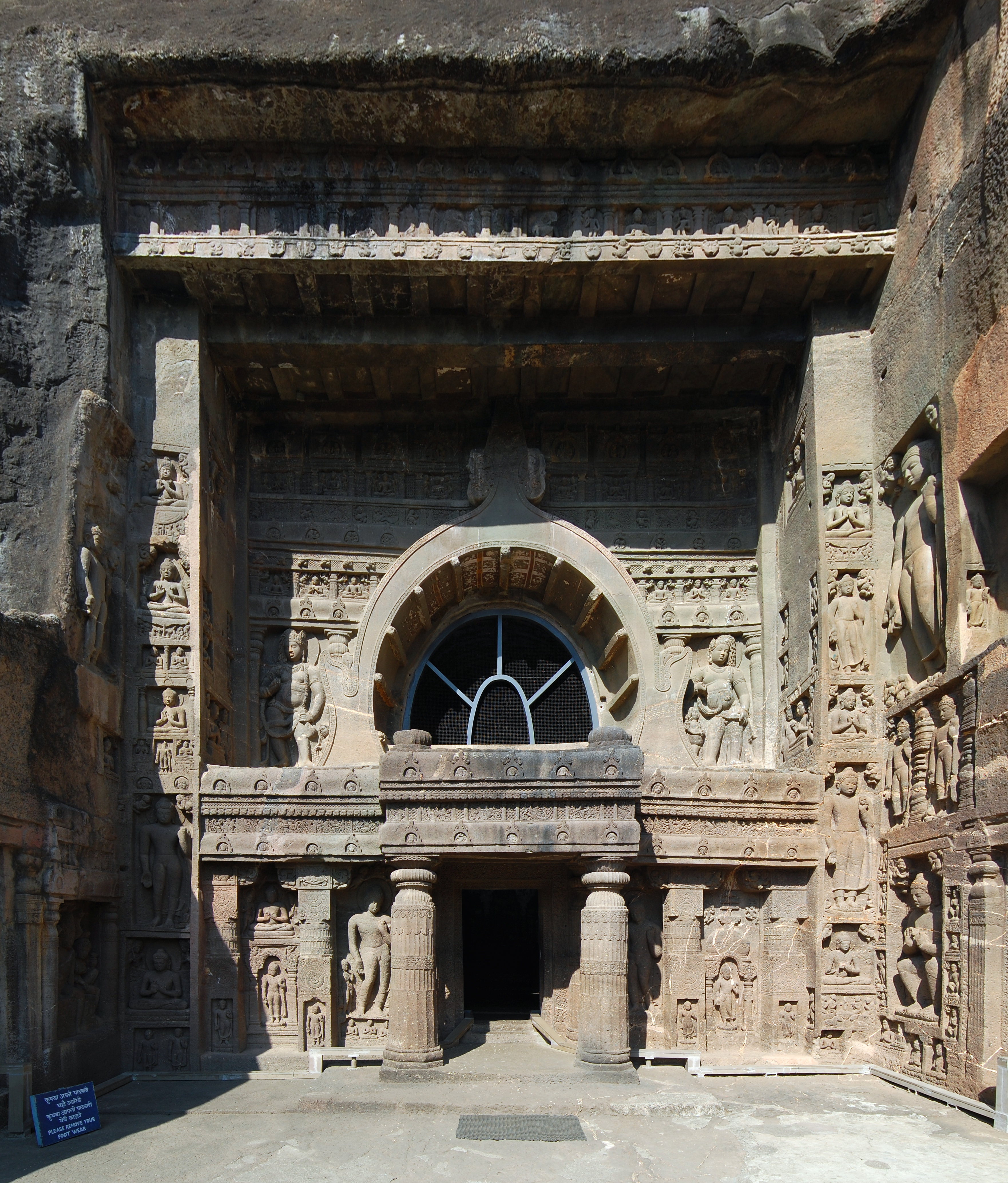
Cửa vào động số 9

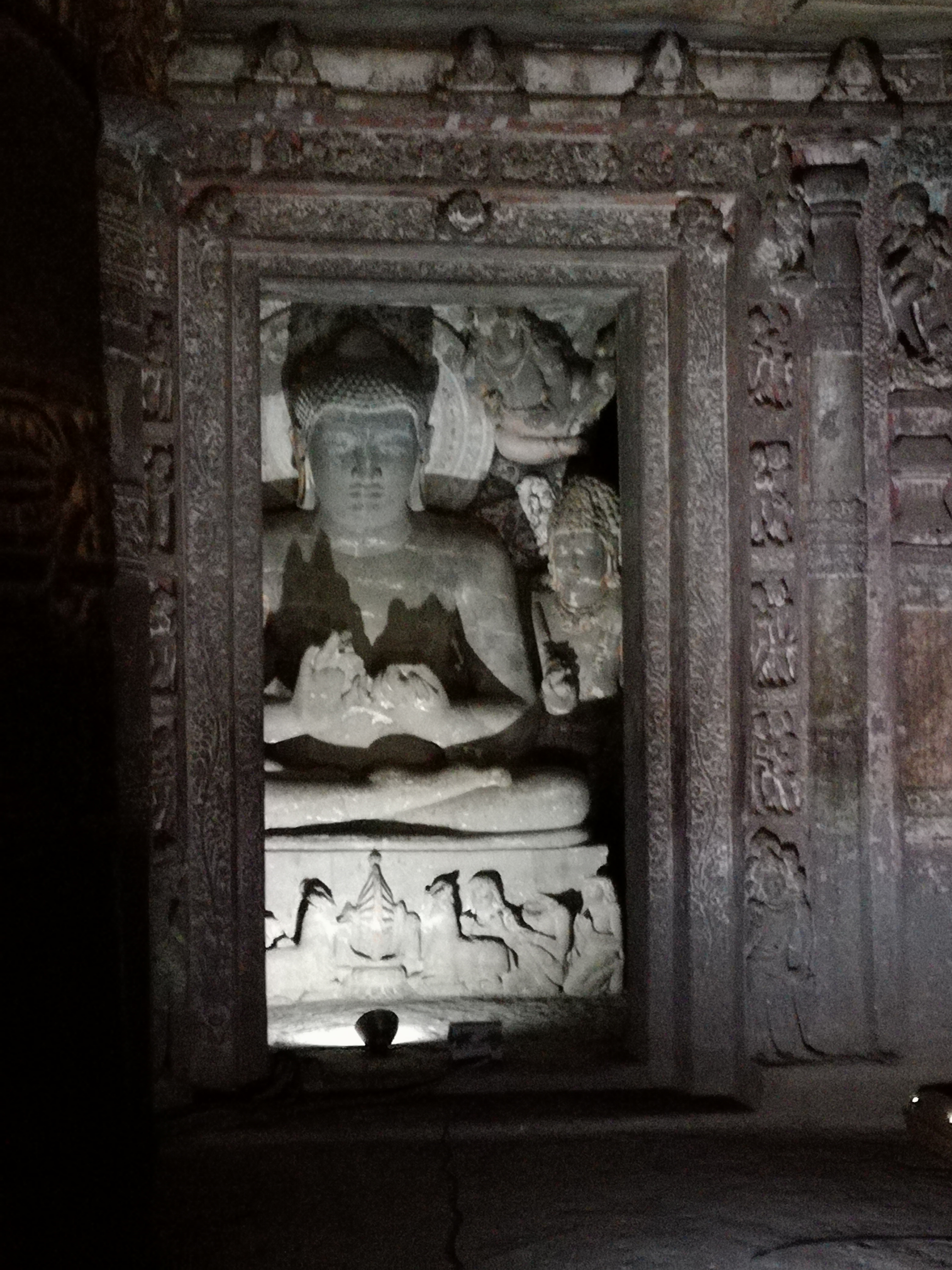
tượng Phật trong động số 1

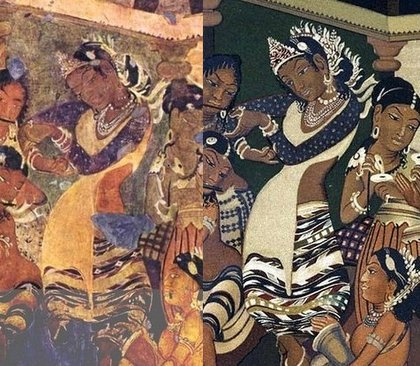
Hình vẽ trên tường trong hang động 1 (hiện nay và tình trạng trước kia)

Chùa hang Ajanta tọa lạc ở lưng chừng núi, bên dưới hang động là dòng sông Waghora uốn khúc. Hang động được bố trí theo dạng hình móng ngựa, khoét sâu vào bên trong vách núi đá thẳng đứng cao 76m. Di tích hang động Ajanta có tất cả 30 hang, bao gồm Thánh đường Phật giáo và các khu phụ cận. Các nhà khảo cổ đã đánh dấu các hang theo số thứ tự. Quần thể hang động Ajanta không được tạo dựng trong một thời kỳ liên tục nên các nhà nghiên cứu phân chia các hang động theo từng thời kỳ xây dựng. Cụm hang được tạo dựng vào giai đoạn đầu thế kỷ II trước Công nguyên gồm hang số 8,9,10,12,13,15 mang nhiều màu sắc của Phật giáo nguyên thủy. Cụm hang sau được xây dựng vào thế kỷ V, mang màu sắc Phật giáo mới và một số hang vẫn đang dang dở chưa được hoàn tất. Mặc dù còn nhiều chỗ chưa hoàn thiện nhưng chùa hang vẫn là một trong những công trình lớn được tạo ra do bàn tay của con người. Một trong những điểm đặc biệt của quần thể hang động này chính là một số lượng khổng lồ những bức tượng điêu khắc về đạo Phật. Đây được coi là những tác phẩm hội họa đẹp nhất của nghệ thuật Phật giáo ở Ấn Độ.
Các hang thờ Phật ở Ajanta có kích thước khác nhau, trong đó hang lớn nhất có diện tích khoảng 16m, được đục khoét một cách vuông vức. Việc xây dựng các chùa hang này cũng có sự khác nhau rất lớn, có những chùa được xây dựng một cách đơn giản nhưng cũng có những chùa được xây dựng khá công phu và tinh xảo. Một vài chùa được tạo mái vòm nhưng cũng có chùa không có. Nhưng phần thiết yếu mà một ngôi chùa phải có đó là nơi thờ Phật. Trong giai đoạn Vakataka, những nơi thờ tự Phật ít được để tâm xây dựng bởi vì những nơi có mặt bằng rộng rãi thì thường được dùng làm nơi ăn ở và tụ tập tín đồ... Sau đó, các nơi thờ Phật mới được xây dựng nhiều hơn. Các nơi thờ Phật thường được xây dựng dựa lưng vào vách đá phía sau ở trung tâm của ngôi chùa và trên mỗi nơi thờ tự thường đặt một bức tượng Phật ngồi bằng đá. Không chỉ có các hang động, Ajanta đặc biệt nổi danh với những bức bích họa trên vách đá và trần hang. Tổng cộng ở Ajanta có đến 500 bức. Màu sắc tranh được làm từ các chất khoáng và các chất có nguồn gốc thực vật nên vừa hài hòa, vừa tương phản mà vẫn tươi nguyên qua mấy ngàn năm. Toàn bộ các bức tranh đều tập trung thể hiện cuộc đời đức Phật và thể hiện các câu chuyện tiền thân của Ngài (trong đó có nhiều kiếp là các con vật, nhiều kiếp là những con người có xuất thân khiêm tốn). Vì thế, tuy đều gắn với đề tài Phật giáo nhưng các bức tranh không chỉ giới hạn trong cuộc sống tăng viện mà bao trùm hiện thực rộng lớn hơn: cả cuộc sống cung đình, cuộc sống của bao người bình dị nơi thị thành thôn xóm, thế giới chim thú, cỏ hoa và cả thế giới của các tiên nữ, các tạo vật thần linh trên thiên giới nữa. Một cuộc sống sôi nổi, hưng phấn và đầy đam mê. Những thiếu nữ trong tranh Ajanta được thể hiện rất quyến rũ với những đường cong mềm mại, thần thái sinh động  từng ánh mắt, từng nét môi say đắm và e lệ. Các nghệ nhân còn khéo lợi dụng sự phân bố ánh sáng để người xem khi chuyển dịch vị trí có thể thấy nhân vật trong tranh như chớp mắt, hé cười, hết sức sống động. Có thể nói, nghệ thuật Phật giáo đã sử dụng vẻ đẹp của thế giới vật chất như một phương tiện để hướng đạo khát vọng các tín đồ với vẻ đẹp tâm linh của giác ngộ chân mạnh của nó nằm ở chính thông điệp của Đấng Giác Ngộ kêu gọi chi kiến của chúng ta chế ngự, vượt qua những cạm bẫy cám dỗ. Vượt qua những hình thức ảo ảnh, giả ngụy của cái đẹp, ta sẽ thấy cái đẹp đích thực.

### Sách tham khảo
- "ASI": Archaeological Survey of India website, with a concise entry on the Caves, accessed ngày 20 tháng 10 năm 2010
- Burgess, James and Fergusson J. Cave Temples of India. (London: W.H. Allen & Co., 1880. Delhi: Munshiram Manoharlal Publishers Pvt Ltd., Delhi, 2005). ISBN 81-215-0251-9
- Burgess, James, and Indraji, Bhagwanlal. Inscriptions from the Cave Temples of Western India, Archaeological Survey of Western India, Memoirs, 10 (Bombay: Government Central Press, 1881).
- Burgess, James. Buddhist Cave Temples and Their Inscriptions, Archaeological Survey of Western India, 4 (London: Trubner & Co., 1883; Varanasi: Indological Book House, 1964).
- Burgess, James. "Notes on the Bauddha Rock Temples of Ajanta, Their Paintings and Sculptures," Archaeological Survey of Western India, 9 (Bombay: Government Central Press, 1879).
- Behl, Benoy K. The Ajanta Caves (London: Thames & Hudson, 1998. New York: Harry N. Abrams, 1998).
- Cohen, Richard S. (2006). Beyond Enlightenment: Buddhism, Religion, Modernity. Routledge. ISBN 978-1-134-19205-2.
- Cohen, Richard S. "Ajanta’s Inscriptions." In Walter M. Spink, Ajanta: History And Development, volume 2: Arguments About Ajanta (Leiden: E.J. Brill, 2006), pp. 273–339.
- Cohen, Richard S. "Nāga, Yaksinī, Buddha: Local Deities and Local Buddhism at Ajanta," History of Religions. 37/4 (May 1998): 360–400.
- Cohen, Richard S. "Problems in the Writing of Ajanta’s History: The Epigraphic Evidence," Indo-Iranian Journal. 40/2 (April 1997): 125–48.
- Cohen, Richard Scott. Setting the Three Jewels: The Complex Culture of Buddhism at the Ajanta Caves. A Ph.D. dissertation (Asian Languages and Cultures: Buddhist Studies, University of Michigan, 1995).
- Gordon, Sophie (2011), Monumental visions: architectural photography in India, 1840–1901, PhD thesis, SOAS, University of London, PDF available
- Gupte, Ramesh Shankar; Mahajan, B. D. (1962). Ajanta, Ellora and Aurangabad Caves. D. B. Taraporevala.
- Cowell, E.B. The Jataka, I-VI (Cambridge: Cambridge, 1895; reprint, 1907).
- Dhavalikar, M.K. Late Hinayana Caves of Western India (Pune: 1984).
- Griffiths, J. Paintings in the Buddhist Cave Temples of Ajanta, 2 vols. (London: 1896–1897).
- Halder, Asit Kumar. "AJANTA" Edited and annotated by Prasenjit Dasgupta and Soumen Paul, with a Foreword by Gautam Halder LALMATI. Kolkata. 2009
- Harle, James C. (1994), The Art and Architecture of the Indian Subcontinent (ấn bản thứ 2), Yale University Press, ISBN 978-0-300-06217-5
- Stella Kramrisch (1994). Exploring India's Sacred Art. Motilal Banarsidass. ISBN 978-81-208-1208-6.
- Kramrisch, Stella. A Survey of Painting in the Deccan (Calcutta and London: The India Society in co-operation with the Dept. of Archaeology, 1937). Reproduced: "Ajanta," Exploring India’s Sacred Art: Selected Writings of Stella Kramrisch, ed. Miller, Barbara Stoler (Philadelphia: University of Pennsylvania Press: 1983), pp. 273–307; reprint (New Delhi: Indira Gandhi National Centre for the Arts, 1994), pp. 273–307.
- Michell, George (2009), The Penguin Guide to the Monuments of India, Volume 1: Buddhist, Jain, Hindu, Penguin Books, ISBN 978-0-14-008144-2
- Majumdar, R.C. and A.S. Altekar, eds. The Vakataka-Gupta Age. New History of Indian People Series, VI (Benares: Motilal Banarasidass, 1946; reprint, Delhi: 1960).
- Mirashi, V.V. "Historical Evidence in Dandin’s Dasakumaracharita," Annals of the Bhandarkar Oriental Research Institute, 24 (1945), 20ff. Reproduced: Studies in Indology, 1 (Nagpur: Vidarbha Samshodhan Mandal, 1960), pp. 164–77.
- Mirashi, V.V. Inscription of the Vakatakas. Corpus Inscriptionum Indicarum Series, 5 (Ootacamund: Government Epigraphist for India, 1963).
- Mirashi, V.V. The Ghatotkacha Cave Inscriptions with a Note on Ghatotkacha Cave Temples by Srinivasachar, P. (Hyderabad: Archaeological Department, 1952).
- Mirashi, V.V. Vakataka inscription in Cave XVI at Ajanta. Hyderabad Archaeological Series, 14 (Calcutta: Baptist mission Press for the Archaeological Department of His Highness the Nizam’s Dominions, 1941).
- Mitra, Debala. Ajanta, 8th ed. (Delhi: Archaeological Survey of India, 1980).
- Nagaraju, S. Buddhist Architecture of Western India (Delhi: 1981)
- Parimoo, Ratan; et al. The Art of Ajanta: New Perspectives, 2 vols (New Delhi: Books & Books, 1991).
- Schlingloff, Dieter. Guide to the Ajanta Paintings, vol. 1; Narrative Wall Paintings (Delhi: Munshiram Manoharlal Publishers Pvt. Ltd., 1999)
- Schlingloff, Dieter. Studies in the Ajanta Paintings: Identifications and Interpretations (New Delhi: 1987).
- Shastri, Ajay Mitra, ed. The Age of the Vakatakas (New Delhi: Harman, 1992).
- Singh, Rajesh K. An Introduction to the Ajanta Caves (Baroda: Hari Sena Press, 2012). ISBN 978-81-925107-0-5
- Singh, Rajesh Kumar. ‘The Early Development of the Cave 26-Complex at Ajanta,’ South Asian Studies (London: March 2012), vol. 28, No. 1, pp. 37–68.
- Singh, Rajesh Kumar. ‘Buddhabhadra’s Dedicatory Inscription at Ajanta: A Review,’ in Pratnakirti: Recent Studies in Indian Epigraphy, History, Archaeology, and Art, 2 vols, Professor Shrinivas S. Ritti Felicitation volume, ed. by Shriniwas V. Padigar and Shivanand V (Delhi: Agam Kala Prakashan, 2012), vol. 1, pp. 34–46.
- Singh, Rajesh Kumar, et al. Ajanta: Digital Encyclopaedia [CD-Rom] (New Delhi: Indira Gandhi National Centre for Arts, 2005).
- Singh, Rajesh Kumar. "Enumerating the Sailagrhas of Ajanta," Journal of the Asiatic Society of Mumbai 82, 2009: 122–26.
- Singh, Rajesh Kumar. "Ajanta: Cave 8 Revisited," Jnana-Pravah Research Journal 12, 2009: 68–80.
- Singh, Rajesh Kumar. "Some Problems in Fixing the Date of Ajanta Caves," Kala, the Journal of Indian Art History Congress 17, 2008: 69–85.
- Spink, Walter M. (2005). Ajanta: The arrival of the uninvited. BRILL. ISBN 978-90-04-14833-8.
- Spink, Walter M. (2009). Ajanta: History and Development Volume 2: Arguments about Ajanta. Leiden: Brill.
- Spink, Walter M. (2009). Ajanta: History and Development Volume 4: Painting, Sculpture, Architecture, Year by Year. Leiden: Brill. ISBN 978-90-04-14983-0.
- Spink, Walter M. (2006). Ajanta: History and Development Volume 5: Cave by Cave. Leiden: Brill. ISBN 978-90-04-15644-9.
- Spink, Walter M. (2008), Ajanta Lecture, Korea May 2008 (revised September 2008), Bản gốc lưu trữ ngày 18 tháng 6 năm 2021, truy cập ngày 28 tháng 5 năm 2019
- Upadhya, Om Datt (1994). The Art of Ajanta and Sopoćani: A Comparative Study: an Enquiry in Prāṇa Aesthetics. Motilal Banarsidass. ISBN 978-81-208-0990-1.
- Spink, Walter M. "A Reconstruction of Events related to the development of Vakataka caves," C.S. Sivaramamurti felicitation volume, ed. M.S. Nagaraja Rao (New Delhi: 1987).
- Spink, Walter M. "Ajanta’s Chronology: Cave 1’s Patronage," Chhavi 2, ed. Krishna, Anand (Benares: Bharat Kala Bhawan, 1981), pp. 144–57.
- Spink, Walter M. "Ajanta’s Chronology: Cave 7’s Twice-born Buddha," Studies in Buddhist Art of South Asia, ed. Narain, A.K. (New Delhi: 1985), pp. 103–16.
- Spink, Walter M. "Ajanta’s Chronology: Politics and Patronage," Kaladarsana, ed. Williams, Joanna (New Delhi: 1981), pp. 109–26.
- Spink, Walter M. "Ajanta’s Chronology: The Crucial Cave," Ars Orientalis, 10 (1975), pp. 143–169.
- Spink, Walter M. "Ajanta’s Chronology: The Problem of Cave 11," Ars Orientalis, 7 (1968), pp. 155–168.
- Spink, Walter M. "Ajanta’s Paintings: A Checklist for their Dating," Dimensions of Indian Art, Pupul Jayakar Felicitation Volume, ed. Chandra, Lokesh; and Jain, Jyotindra (Delhi: Agam Kala Prakashan, 1987), p. 457.
- Spink, Walter M. "Notes on Buddha Images," The Art of Ajanta: New Perspectives, vol. 2, ed. Parimoo, Ratan, et al. (New Delhi: Books & Books, 1991), pp. 213–41.
- Spink, Walter M. "The Achievement of Ajanta," The Age of the Vakatakas, ed. Shastri, Ajaya Mitra (New Delhi: Harman Publishing House, 1992), pp. 177–202.
- Spink, Walter M. "The Vakataka’s Flowering and Fall," The Art of Ajanta: New Perspectives, vol. 2, ed. Parimoo, Ratan, et al. (New Delhi: Books & Books, 1991), pp. 71–99.
- Spink, Walter M. "The Archaeology of Ajanta," Ars Orientalis, 21, pp. 67–94.
- Weiner, Sheila L. Ajanta: Its Place in Buddhist Art (Berkeley and Los Angeles: University of California Press, 1977).
- Yazdani, Gulam. Ajanta: the Colour and Monochrome Reproductions of the Ajanta Frescos Based on Photography, 4 vols. (London: Oxford University Press, 1930 [31?], 1955).
- Yazdani, Gulam. The Early History of the Deccan, Parts 7–9 (Oxford: 1960).
- Zin, Monika. Guide to the Ajanta Paintings, vol. 2; Devotional and Ornamental Paintings (Delhi: Munshiram Manoharlal Publishers Pvt. Ltd., 2003)